# Zingiber tuanjuum
Zingiber tuanjuum är en enhjärtbladig växtart som beskrevs av Zheng Yin Zhu. Zingiber tuanjuum ingår i släktet Zingiber och familjen Zingiberaceae. Inga underarter finns listade i Catalogue of Life.